# Muñoveros
Muñoveros – gmina w Hiszpanii, w prowincji Segowia, w Kastylii i León, o powierzchni 19,37 km². W 2011 roku gmina liczyła 191 mieszkańców.